# Греко-іранські відносини
Греко-іранські відносини - двосторонні відносини між Грецією та Іраном. Країни співпрацюють упродовж тисячоліть, мають спільні історичні та культурні зв'язки.
Греція має посольство в Тегерані, а Іран має посольство в Афінах.

## Історія

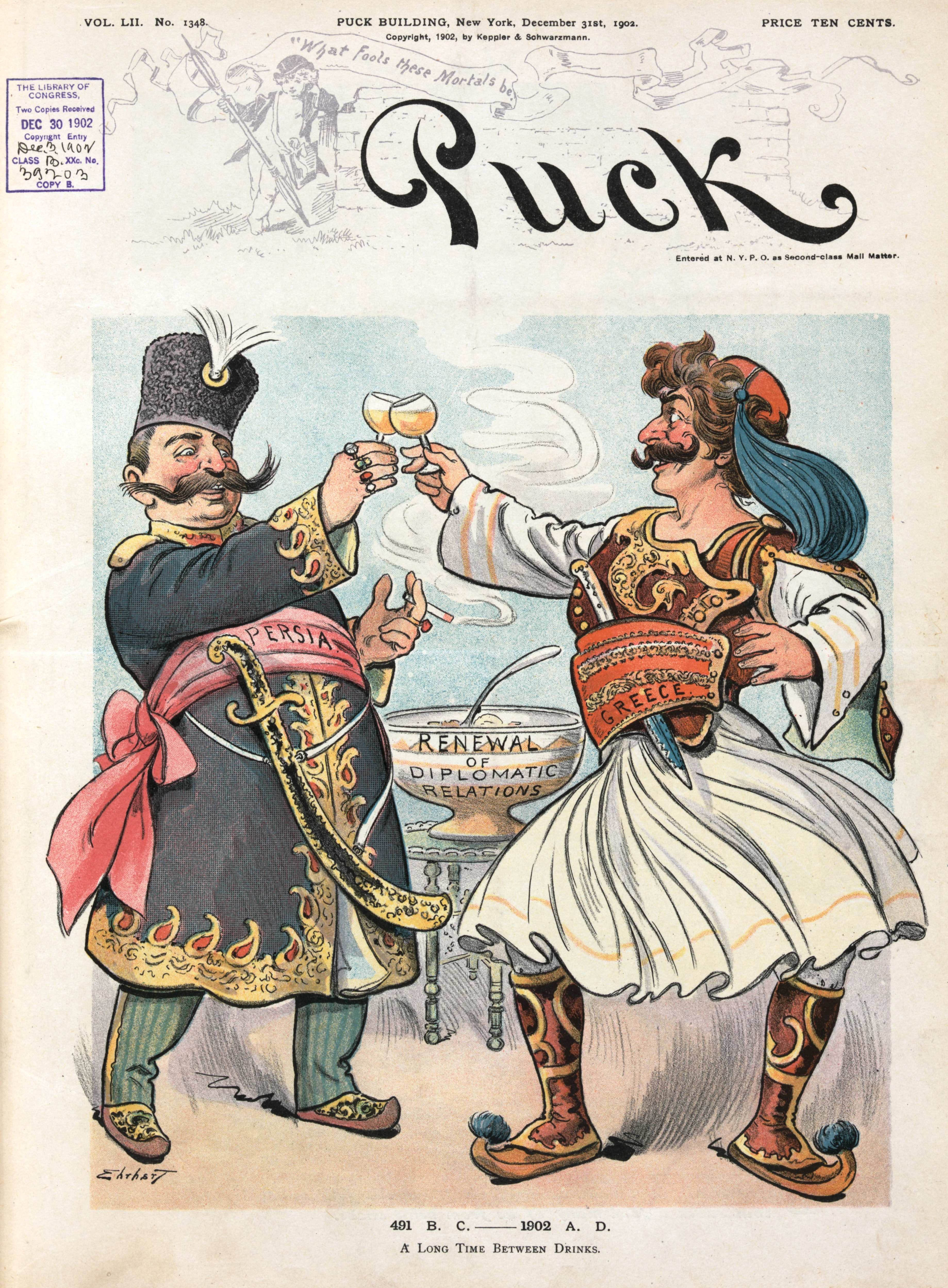
Карикатура Puck на честь офіційного встановлення дипломатичних відносин між Грецьким королівством та Персією у листопад 1902 року

Відносини між країнами були нестабільні, було кілька греко-перських воєн, що завершилися підписанням Каллієва миру (449 до н. е.). Головною умовою мирного договору було розмежування перської та афінської сфер впливу. На півдні кордон пройшов у районі південно-західного узбережжя Малої Азії, на півночі - біля входу до Чорного моря. Таким чином, перський цар зобов'язувався не вводити свій флот до Егейського моря. Сухопутний кордон у Малій Азії проходив з відривом приблизно 75-90 км від моря (один денний шлях кінного вершника). Мирний договір також передбачав офіційне визнання імперією Ахеменідів незалежності іонійських грецьких міст на малоазійському узбережжі Егейського моря, а фактично їх підпорядкування Афінам. З афінської сторони договір містив зобов'язання не вторгатися більше на території, що увійшли до зони контролю Персії, і не намагатись розширити сферу свого впливу на схід далі за встановлені кордони. Цей мирний договір виявився досить міцним. У зв'язку з цим, договір 449 до н. е. традиційно вважається завершенням греко-перських воєн.
У 432 до нашої ери під час візиту афінської делегації до Персії встановлені відносини між двома країнами.

## Сучасність
Греція є членом Європейського союзу та Організації Північноатлантичного договору (НАТО) та підтримує політику санкцій ЄС проти Ісламської Республіки Іран.
2022: в середині квітня Греція, через санкції ЄС і за сприяння Вашингтона, заарештувала в Середземному морі танкер Lana під іранським прапором, який перевозив 115 000 т іранської нафти, грецька влада оголосила, що на запит Вашингтона нафту буде вивезено; 27 травня сили Корпусу вартових Ісламської революції (КСІР) затримали два грецькі нафтоналивні танкери в Перській затоці. На початку липня греки звільнили заарештований танкер Lana.